# Повернене сонце
«Повернене сонце» — радянський короткометражний мальований мультфільм, який створила режисер Ольга Ходатаєва у 1936 році. Одна із ранніх робіт студії «Союзмультфільм».

## Сюжет
За мотивами старовинних легенд чукчів та ненців.

## Творці
- Сценарій — Ст. Потьомкіної
- Художник-режисер — Ольга Ходатаєва
- Асс. режис. — Микола Воїнов
- Художник — Надія Привалова
- Художник-мультиплікатор. — М. Володимирова, Ст. Купер. Т. Гіршберг, Лідія Резцова, Григорій Козлов, Б. Титов, Ш. Камалів
- Муз. оформлення — Григорій Гамбург
- ст. оператор — Д. Каретний
- Оператор — Олена Петрова

## Цікаві факти
- Раніше Ольга Ходатаєва зверталася до теми мешканців Півночі у мультфільмі «Самоїдський хлопчик».
- Мультфільм знаходиться в суспільному надбанні, тому що був випущений понад 70 років тому[1].